# Отон IV, цар Светог римског царства
Отон IV (1175. или 1176—19. мај 1218) је био један од два немачка краља ривала од 1198. до 1208. године. Постао је једини краљ Немачке (1208—1215) и цар Светог римског царства (1209—1215) из династије Велф. Свргнут је 1215. године.
Ото је већину свог раног живота провео у Енглеској и Француској. Био је присталица свог ујака краља Ричарда I Лављег Срца, који га је поставио за грофа од Поатуа 1196. Уз Ричардову подршку, једна фракција га је изабрала за краља Немачке на спорним изборима 1198. године, што је изазвало десетогодишњи грађански рат. Смрћу његовог ривала, краља Филипа Швапског, 1208. постао је једини краљ Немачке.
Године 1209. војвода Отон је кренуо у Италију да би га папа Иноћентије III крунисао за цара. Године 1210. настојао је да уједини Краљевину Сицилију са Царством, раскинувши савез са папом Иноћентијем III, који га је екскомуницирао. Удружио се са Енглеском против Француске и учествовао у битци код Бувина 1214. године, где су поражени. Напустила га је већина његових присталица 1215. и провео је остатак живота у повучен од политике живећи мирно на својим имањима у близини Брунсвика. Био је једини немачки краљ из династије Велф.

## На енглеском двору
Рођен је у Брауншвајгу као трећи син војводе Баварске и Саксоније, Хенрика Лава и Матилде Плантагенет од Енглеске. Одрастао је у Енглеској код свог деде енглеског краља Хенриjа II. Ото је течно говорио француски и немачки. Постао је близак савезник и сарадник свог ујака краља Ричарда Лавњег Срца, који га именује за грофа од Јорка. Ову одлуку краља Ричарда I, који је отишао у Трећи крсташки рат нису прихватили вазали Јоркшира, они су успели да спрече Ота дапреузме свој посед. Ипак, вероватно је посетио Јорк 1191. године, и наставио је да тражи приходе са поседа и након што је постао краљ Немачке, иако их никада није добио. Није успео ни да добије 25.000 сребрних марака које му је дао ујак 1199. године. Године 1195. краљ Ричард I је започео преговоре о венчању Ота са Маргаретом, ћерком и наследницом краља Вилијама Лава од Шкотске. Лотијан, као Маргаретин мираз, биће предат Ричарду на чување, а окрузи Нортамберленд и Камберленд (Карлајл) биће додељени Оту и предати краљу Шкотске.. Оба покушаја су пропала, тако да га је Ричард 1196. именовао грофом Поатуа. Учествовао је у рату против Француске на страни краља Ричарда I Лављег Срца. Гроф Отон је био у Поатуу од септембра 1196. до средине 1197. године, када се придружио краљу Ричарду I у Нормандији да се посаветује око именовања бискупа на упражњене столице Поатјеа, Лиможа и Перигеа. Затим је учествовао у рату против краља Филипа II од Француске на страни краља Ричарда I. У октобру се вратио у Поату. Немачки историчар Јенс Алерс, разматрајући Отонов живот пре 1198. године, верује да је он могао бити први страни краљ Немачке.

## Постаје краљ ривал Филипу Швапском
Када је умро Хенрик VI, неки кнежеви бирају Филипа Швапског као краља у марту 1198. године. Други део кнежева се опирао избору Хоенштауфен династије и на наговор Ричарда I Лављег Срца одлучују да изаберу члана династије Велф. Отонов старији брат је био у то време у крсташком рату, тако да кнежеви северне Немачке бирају Отона IV за краља 9. јуна 1198. у Келну. Отон је преузео контролу над Ахеном, па га 12. јула 1198. крунише келнски надбискуп Адолф Алтенски. Крунисање је обављено лажним краљевским ознакама, јер су се праве налазиле у поседу династије Хоенштауфен.

## Грађански рат и порази
Избор Отона IV за краља увлачи Немачку у рат између Француске и Енглеске. Филип Швапски се удружио са Француском, а Отон са Енглеском. Папа Иноћентије III 1200/1201. проглашава Отона јединим легитимним краљем. Отон је обећао да ће заузврат подржавати папске интересе у Италији.
У међувремену, под папом Иноћентијем III, папство, одлучно се супротставља уједињењу Сицилије и Светог римског царства под једним монархом, папа је користи грађански рат како би проширио свој утицај. Стога је папа Иноћентије III фаворизовао војводу Отона, чија се породица увек противила династији Хоенштауфен. Војвода Отон је такође изгледао спреман да испуни све захтеве које би папа Иноћентије III поставио. Конфузија у царству омогућила је папи Иноћентију III да протера царске феудалце из Анконе, Сполета и Перуђе, које је поставио цар Хенрик VI.
Истовремено, папа Иноћентије III је подстицао градове у Тоскани да формирају лигу, названу Лига Сан Генезио, против царских интереса у Италији. Градови су се ставили под Иноћентијеву заштиту. Папа Иноћентије III је 1201. објавио да признаје Отона као јединог легитимног краља. Заузврат, Отон је обећао да ће подржати папине интересе у Италији. Отон је такође имао подршку краља Отакара I од Чешке, који је, иако је у почетку стао на страну краља Филипа Швапског, на крају је прешао код Отона. Отонова подршка је додатно ојачана подршком краља Валдемара II од Данске. Краљ Филип је постигао велики успех у грађанском рату који је уследио, дозвољавајући му 1204. да буде поново крунисан за краља, овога пута од келнског надбискупа.
Следећих година Отонова ситуација се погоршала, када је Енглеска поражена од Француске током владавине француског краља Филипа Августа. Отон је изгубио финансијску подршку од стране Енглеске. Услед тога многи његови савезници прелазе на противничку страну укључујући и његовог брата Хенрика. Отон је поражен и рањен 27. јула 1206. у бици против Филипа Швапског.
Када је папа видио да је губитник, ускраћује му даљњу подршку. Поражени Отон је био присиљен да се задржи само на својим поседима близу Брауншвајга.
Папа Иноћентије III је натерао две зараћене стране на преговоре у Келну, а у замену за одрицање од свог права на престо, краљ Филип је Отону обећао руку своје ћерке Беатрикс, заједно са војводством Швапским и огроман мираз. Отон је то одбио, и грађански рат је настављен све до убиства краља Филип 21. јуна 1208. године.

## Постаје цар Светог римског царства
Филип Швапски је убијен 1208. године. Након тога се Отон мири са кнежевима који су подржавали Филипа Швапског и вери ћерку краља Филипа Швапског. На изборима у Франкфурту 11. новембра 1208. добија подршку свих кнежева изборника, пошто се одрекао права наследства на царску круну у име своје будуће деце. Да би обезбедио Иноћентијеву подршку, обећао је да ће вратити Папској држави сву територију коју је поседовала у време владавине цара Луја I Побожног, укључујући Марку Анкону, војводство Сполето, бивши Егзархат Равену и Пентапољ.
Путујући на југ преко Вероне, Модене и Болоње, на крају је стигао у Милано, где је добио гвоздену круну Ломбардије и титулу краља Италије 1208. У Витербу га је дочекао папа Иноћентије III и одвео га у базилику Светог Петра, где га је папа Иноћентије III крунисао за цара 4. октобра 1209, пре него што су избили немири у Риму, приморавајући Отона да напусти град.

## Сукоби са папом Иноћентијем III
Незадовољан својим досадашњим успесима, папа Иноћентије III је такође добио од цара Отона IV даље писмене уступке Папској столици, укључујући и омогућавање да се сви избори немачких бискупа спроводе у складу са црквеним уредбама и да неће спречавати било какве жалбе Риму. Такође је обећао да ће предати цркви све приходе од свих упражњених бискупских седишта који су се до тада сливали у царску благајну.
Након што је напустио Рим, цар Отон IV је кренуо на север и стигао до Пизе до 20. новембра. Овде је, вероватно по саветовању Петра од Челана и Диполда, грофа од Ацере, био убеђен да одустане од ранијих обећања. Цар Отон IV је одмах започе рад на обнављању царске власти у Италији. Након што га је папа крунисао, обећао је да ће обновити земље које је цркви завештала грофица Матилда од Тоскане скоро један век раније и да неће кренути против Фридриха II, краља Сицилије. Брзо је прекршио сва обећања.
Он је избацио папске трупе из Анконе и Сполета, повративши те територије као царски феуд. Затим је захтевао да краља Фридрих од Сицилије да му се поклони и тиме ода почаст цару као сениору, пошто је краљ Фридрих II био господар војводства Калабрије и Апулије, и тиме вазал Светог римског цара а када је Фридрих II одбио да се појави, цар Отон IV је прогласио те феуде одузетим. Цар Отон IV је потом кренуо на Рим. Папи Иноћентију III је наредио да поништи Вормски конкордат и да призна право цару да поставља бискупе на упражњене бискупије.
Такви поступци су разбеснели папу Иноћентија III, који је одмах екскомуницирао Отона 18. новембра 1210. године. Касније је покушао да освоји Сицилију, коју је држао краљ Фридрих II Хоенштауфен, под старатељством папе Иноћентија III. Паралелно с тим, немачко племство је постајало све више фрустрирано царем Отоном IV. Сматрали су да је уместо да губи време у Италији и да игра политику моћи са папом, била његова прва дужност да брани северне провинције царства од краља Валдемара II од Данске, који је искористио Отоново одсуство да изврши инвазију на северне провинције царства и заузме целу балтичку обалу од Холштајна до Ливоније. Дакле, док је цар Отон IV боравио у јужној Италији, неколико кнежева царства, укључујући надбискупе Мајнца и Магдебурга, на подстицај француског краља Филипа II и уз сагласност папе, изабрали су краља Фридриха II за краља Римљана на Дијети у Нирнбергу 1211. године.

## Борбе против Фридриха II и покушај освајања Сицилије
За разлику од обећања, које је дао папи, радио је на ојачању царске власти у Италији, па га папа екскомуницира 1210. године. Током 1211. покушао је да освоји Сицилију, коју је држао Фридрих II. Док је Отон IV ратовао у јужној Италији дотле је на наговор француског краља Филипа II Августа и са одобрењем папе неколико кнежева изабрало 1211. Фридриха II за краља на сабору у Нирнбергу.
Посланство цара Отона IV упућено из Милана изашли су пред Четврти латерански сабор, молећи да се укине његова екскомуникација. Иако је тврдио да се покајао за своје преступе и изјавио да је спреман да буде послушан папи у свему, папа Иноћентије III је већ признао Фридриха II за новог цара.

## Поражен
Отон се вратио у Немачку 1212. године. У Немачку је стигао и Фридрих II са својом војском. Већина Хоенштауфенових присталица напушта Отона. Већина кнежева бира Фридриха II по други пут за краља 5. децембра 1212. године.
Подршка коју је краљ Филип II Француски пружио цару Фридриху II натерала је енглеског краља Џона да подржи свог сестрића, цара Отона IV. Уништењем француске флоте 1213. године од стране Енглеза, краљ Џон је започео припреме за инвазију на Француску; у овоме, цар Отон IV је видео начин да уништи Фридрихову француску подршку и ојача свој углед. Пристао је да се придружи краљу Џону у инвазији, а у фебруару 1214, док је краљ Џон напредовао кроз долину Лоаре, цар Отон IV је, заједно са грофом од Фландрије, требало да изврши истовремени напад из Фландрије. Нажалост, три војске нису могле ефикасно да координирају своје напредовање. Тек када се краљ Џон, који је био разочаран надајући се лакој победи након што је протеран из Рош о Мона, повукао у своју комору, царска војска, са царем Отом IV на челу, окупила се у Холандији.
Ипак, Фридрих II није успевао да порази Отона све до 1214. године. Тада се Отон IV удружио са енглеским краљем Јованом без Земље и поражен је у бици код Бувина 27. јула 1214. од стране Филипа II Августа. Свргнут је 1215. године.
Дана 27. јула 1214. године, противничке војске су изненада откриле да су близу једна другој, на обалама реке Марк (притока реке Деуле), близу Бувинског моста. Филипова војска је бројала око 15.000, док су савезничке снаге имале око 25.000 војника; војске су се сукобиле у бици код Бувина. Била је то тешка битка, али је изгубљена када је цара Отона IV његов рањени и преплашени коњ однео са бојишта, због чега су његови војници напустиле бојиште. Прича се да је краљ Филип II послао цару Фридриху II царског орла, којег је цар Отон IV оставио да лежи на бојном пољу.
Пошто је цар Отон IV поново био приморан да се повуче на своје приватне поседе око Брунсвика, овај пораз је омогућио цару Фридриху II да заузме Ахен и Келн, и тако је Отон IV свргнут 1215. године. Узрок његове смрти је споран, уз неке тврдње да је умро од болести у замку Харзбург 19. маја 1218, тражећи искупљење за своје грехе. Међутим, историчар Канторович описао је смрт као језиву: „збачен, свргнут, игуман га је бацио целом дужином на земљу, исповедајући своје грехе, док су га невољни свештеници крваво тукли моткама. Такав је био крај првог и последњег цар Велфа.“
Повукао се на своје приватне поседе око Брауншвајга и умире 19. маја 1218. године.
Сахрањен је у катедрали у Брунсвику, где су му сахрањени родитељи.

## Породица
Отон је био у сродству са свим другим краљевима Немачке. Женио се два пута:
1. 1209. или 1212. Беатриче Швапска, ћерке немачког краља Филипа Швапског и Ирине Анђел.[35]
2. 19. маја 1214, у Ахену, Марија од Брабанта, кћи Хенрика I, војводе од Брабанта, и Матилде од Булоње.[36]

Није имао потомство.

## Породично стабло
|  |                                             |  |  |  |  |  |  |  |  |  |  |  |  |  |  |  |
|  | 16. Велф I, војвода Баварске                |  |  |  |  |  |  |  |  |  |  |  |  |  |  |  |
|  |                                             |  |  |  |  |  |  |  |  |  |  |  |  |  |  |  |
|  |                                             |  |  |  |  |  |  |  |  |  |  |  |  |  |  |  |
|  | 8. Хајнрих IX, војвода Баварске             |  |  |  |  |  |  |  |  |  |  |  |  |  |  |  |
|  |                                             |  |  |  |  |  |  |  |  |  |  |  |  |  |  |  |
|  |                                             |  |  |  |  |  |  |  |  |  |  |  |  |  |  |  |
|  | 17. Јудита Фландријска, грофица Нортумбрије |  |  |  |  |  |  |  |  |  |  |  |  |  |  |  |
|  |                                             |  |  |  |  |  |  |  |  |  |  |  |  |  |  |  |
|  |                                             |  |  |  |  |  |  |  |  |  |  |  |  |  |  |  |
|  | 4. Хајнрих X, војвода Баварске              |  |  |  |  |  |  |  |  |  |  |  |  |  |  |  |
|  |                                             |  |  |  |  |  |  |  |  |  |  |  |  |  |  |  |
|  |                                             |  |  |  |  |  |  |  |  |  |  |  |  |  |  |  |
|  | 18. Магнус, војвода Саксоније               |  |  |  |  |  |  |  |  |  |  |  |  |  |  |  |
|  |                                             |  |  |  |  |  |  |  |  |  |  |  |  |  |  |  |
|  |                                             |  |  |  |  |  |  |  |  |  |  |  |  |  |  |  |
|  | 9. Вулфхилда од Саксоније                   |  |  |  |  |  |  |  |  |  |  |  |  |  |  |  |
|  |                                             |  |  |  |  |  |  |  |  |  |  |  |  |  |  |  |
|  |                                             |  |  |  |  |  |  |  |  |  |  |  |  |  |  |  |
|  | 19. Софија од Угарске                       |  |  |  |  |  |  |  |  |  |  |  |  |  |  |  |
|  |                                             |  |  |  |  |  |  |  |  |  |  |  |  |  |  |  |
|  |                                             |  |  |  |  |  |  |  |  |  |  |  |  |  |  |  |
|  | 2. Хајнрих Лав                              |  |  |  |  |  |  |  |  |  |  |  |  |  |  |  |
|  |                                             |  |  |  |  |  |  |  |  |  |  |  |  |  |  |  |
|  |                                             |  |  |  |  |  |  |  |  |  |  |  |  |  |  |  |
|  | 20. Gebhard of Supplinburg                  |  |  |  |  |  |  |  |  |  |  |  |  |  |  |  |
|  |                                             |  |  |  |  |  |  |  |  |  |  |  |  |  |  |  |
|  |                                             |  |  |  |  |  |  |  |  |  |  |  |  |  |  |  |
|  | 10. Лотар III Саксонац                      |  |  |  |  |  |  |  |  |  |  |  |  |  |  |  |
|  |                                             |  |  |  |  |  |  |  |  |  |  |  |  |  |  |  |
|  |                                             |  |  |  |  |  |  |  |  |  |  |  |  |  |  |  |
|  | 21. Hedwig of Formbach                      |  |  |  |  |  |  |  |  |  |  |  |  |  |  |  |
|  |                                             |  |  |  |  |  |  |  |  |  |  |  |  |  |  |  |
|  |                                             |  |  |  |  |  |  |  |  |  |  |  |  |  |  |  |
|  | 5. Гертруда од Суплингенбурга               |  |  |  |  |  |  |  |  |  |  |  |  |  |  |  |
|  |                                             |  |  |  |  |  |  |  |  |  |  |  |  |  |  |  |
|  |                                             |  |  |  |  |  |  |  |  |  |  |  |  |  |  |  |
|  | 22. Henry of Northeim, Margrave of Frisia   |  |  |  |  |  |  |  |  |  |  |  |  |  |  |  |
|  |                                             |  |  |  |  |  |  |  |  |  |  |  |  |  |  |  |
|  |                                             |  |  |  |  |  |  |  |  |  |  |  |  |  |  |  |
|  | 11. Richenza of Northeim                    |  |  |  |  |  |  |  |  |  |  |  |  |  |  |  |
|  |                                             |  |  |  |  |  |  |  |  |  |  |  |  |  |  |  |
|  |                                             |  |  |  |  |  |  |  |  |  |  |  |  |  |  |  |
|  | 23. Gertrude of Brunswick                   |  |  |  |  |  |  |  |  |  |  |  |  |  |  |  |
|  |                                             |  |  |  |  |  |  |  |  |  |  |  |  |  |  |  |
|  |                                             |  |  |  |  |  |  |  |  |  |  |  |  |  |  |  |
|  | 1. Отон IV, цар Светог римског царства      |  |  |  |  |  |  |  |  |  |  |  |  |  |  |  |
|  |                                             |  |  |  |  |  |  |  |  |  |  |  |  |  |  |  |
|  |                                             |  |  |  |  |  |  |  |  |  |  |  |  |  |  |  |
|  | 24. Фулк I Јерусалимски                     |  |  |  |  |  |  |  |  |  |  |  |  |  |  |  |
|  |                                             |  |  |  |  |  |  |  |  |  |  |  |  |  |  |  |
|  |                                             |  |  |  |  |  |  |  |  |  |  |  |  |  |  |  |
|  | 12. Жофруа Плантагенет, гроф Анжуа          |  |  |  |  |  |  |  |  |  |  |  |  |  |  |  |
|  |                                             |  |  |  |  |  |  |  |  |  |  |  |  |  |  |  |
|  |                                             |  |  |  |  |  |  |  |  |  |  |  |  |  |  |  |
|  | 25. Ерменгарда Анжујска, грофица Мена       |  |  |  |  |  |  |  |  |  |  |  |  |  |  |  |
|  |                                             |  |  |  |  |  |  |  |  |  |  |  |  |  |  |  |
|  |                                             |  |  |  |  |  |  |  |  |  |  |  |  |  |  |  |
|  | 6. Хенри II Плантагенет                     |  |  |  |  |  |  |  |  |  |  |  |  |  |  |  |
|  |                                             |  |  |  |  |  |  |  |  |  |  |  |  |  |  |  |
|  |                                             |  |  |  |  |  |  |  |  |  |  |  |  |  |  |  |
|  | 26. Хенри I                                 |  |  |  |  |  |  |  |  |  |  |  |  |  |  |  |
|  |                                             |  |  |  |  |  |  |  |  |  |  |  |  |  |  |  |
|  |                                             |  |  |  |  |  |  |  |  |  |  |  |  |  |  |  |
|  | 13. Матилда од Енглеске                     |  |  |  |  |  |  |  |  |  |  |  |  |  |  |  |
|  |                                             |  |  |  |  |  |  |  |  |  |  |  |  |  |  |  |
|  |                                             |  |  |  |  |  |  |  |  |  |  |  |  |  |  |  |
|  | 27. Матилда Шкотска                         |  |  |  |  |  |  |  |  |  |  |  |  |  |  |  |
|  |                                             |  |  |  |  |  |  |  |  |  |  |  |  |  |  |  |
|  |                                             |  |  |  |  |  |  |  |  |  |  |  |  |  |  |  |
|  | 3. Матилда Плантагенет                      |  |  |  |  |  |  |  |  |  |  |  |  |  |  |  |
|  |                                             |  |  |  |  |  |  |  |  |  |  |  |  |  |  |  |
|  |                                             |  |  |  |  |  |  |  |  |  |  |  |  |  |  |  |
|  | 28. Вилијам IX од Аквитаније                |  |  |  |  |  |  |  |  |  |  |  |  |  |  |  |
|  |                                             |  |  |  |  |  |  |  |  |  |  |  |  |  |  |  |
|  |                                             |  |  |  |  |  |  |  |  |  |  |  |  |  |  |  |
|  | 14. Вилијам X од Аквитаније                 |  |  |  |  |  |  |  |  |  |  |  |  |  |  |  |
|  |                                             |  |  |  |  |  |  |  |  |  |  |  |  |  |  |  |
|  |                                             |  |  |  |  |  |  |  |  |  |  |  |  |  |  |  |
|  | 29. Филипа Тулуска                          |  |  |  |  |  |  |  |  |  |  |  |  |  |  |  |
|  |                                             |  |  |  |  |  |  |  |  |  |  |  |  |  |  |  |
|  |                                             |  |  |  |  |  |  |  |  |  |  |  |  |  |  |  |
|  | 7. Елеонора од Аквитаније                   |  |  |  |  |  |  |  |  |  |  |  |  |  |  |  |
|  |                                             |  |  |  |  |  |  |  |  |  |  |  |  |  |  |  |
|  |                                             |  |  |  |  |  |  |  |  |  |  |  |  |  |  |  |
|  | 30. Амори I, виконт од Шатлроа              |  |  |  |  |  |  |  |  |  |  |  |  |  |  |  |
|  |                                             |  |  |  |  |  |  |  |  |  |  |  |  |  |  |  |
|  |                                             |  |  |  |  |  |  |  |  |  |  |  |  |  |  |  |
|  | 15. Енора од Шатлроа                        |  |  |  |  |  |  |  |  |  |  |  |  |  |  |  |
|  |                                             |  |  |  |  |  |  |  |  |  |  |  |  |  |  |  |
|  |                                             |  |  |  |  |  |  |  |  |  |  |  |  |  |  |  |
|  | 31. Дангероса од Лил Бушара                 |  |  |  |  |  |  |  |  |  |  |  |  |  |  |  |
|  |                                             |  |  |  |  |  |  |  |  |  |  |  |  |  |  |  |
|  |                                             |  |  |  |  |  |  |  |  |  |  |  |  |  |  |  |